# Schönfeld, Uckermark
Schönfeld là một đô thị ở huyện Uckermark, bang Brandenburg, Đức. Đô thị này có diện tích 29,03 km², dân số thời điểm 31 tháng 12 năm 2006 là 705 người.